# 冈中社区
冈中社区，是中华人民共和国江苏省盐城市盐都区下辖的一个乡镇级行政单位。

## 行政区划
冈中社区下辖以下地区：
民生社区、凤楼社区、同桂村和杨韦村。